# Maverick (animale)
Maverick è un sostantivo della lingua inglese.

## Utilizzo del termine
Questo vocabolo veniva utilizzato dai cowboys delle Grandi Pianure statunitensi per indicare i giovani capi di bestiame privi di marchio partoriti dalle vacche nei pascoli in cui vivevano in condizione di semi-libertà. Il termine venne, pare, coniato dal noto avvocato Samuel Maverick (1803-1870) e ne viene testimoniato l'utilizzo a partire dal 1867.
Nei vari Paesi anglofoni, in particolar modo in Australia, con lo stesso significato di maverick viene usato il termine cleanskin.
Nei pascoli prossimi all'area linguistica ispanica, il maverick era chiamato con il termine spagnolo orejano.
La parola è passata a significare "anticonformista", "ribelle", probabilmente per via del parallelismo fra l'animale nato libero da catene imposte dall'uomo e privo di vincoli e l'anticonformista anch'esso non sottomesso a qualsivoglia canone o idea preconcetta della propria società.